# Варци, Элена
Элена Варци (21 декабря 1926, Рим — 1 сентября 2014, Сперлонга) — итальянская актриса.
Жена актёра Рафа Валлоне, мать артистов Элеоноры, Арабеллы и Саверио Валлоне.

## Биография
Элена Варци начала свою карьеру главной ролью в фильме Весной (1949).
В 1950 году на съёмках кинофильма «Дорога надежды» познакомилась с актёром Рафом Валлоне. В 1952 году они поженились и прожили в браке 50 лет вплоть до смерти Рафа Валлоне.
В 1950-е годы Раф и Элена снимались вместе в нескольких кинофильмах: «Запрещённый Христос» (1951), «Герои воскресного дня» (1952), «Рим, 11 часов» (1952), «Люди-торпеды» (1954), а последний раз вместе они снялись в фильме «Тони» (1999). Выйдя замуж, Элена Варци постепенно отказалась от собственной кинокарьеры в пользу семьи и воспитания детей, несмотря на востребованность и предложения от ведущих режиссёров (Феллини, Де Сика, Сорди и других).
У супругов родились трое детей: старшая дочь Элеонора, а также близнецы — сын Саверио и дочь Арабелла. Элеонора Валлоне (родилась 1 февраля 1955 года в Риме) и Саверио Валлоне (родился 29 апреля 1958 года в Риме), как и их родители, стали артистами театра, кино и телевидения, а Арабелла Валлоне стала певицей.

## Фильмография
- Весной, Ренато Кастеллани (1949)
- Дорога надежды, Пьетро Джерми (1950)
- Запрещённый Христос, Курцио Малапарте (1951)
- Рим, 11 часов, Джузеппе де Сантис (1952)
- Uomini senza pace, José Luis Sáenz de Heredia (1952)
- Delirio, Пьерре Биллон и Сержио Капитани (1952)
- Герои воскресного дня, Марио Камерини (1953)
- Люди-торпеды, Антонио Леонвиола (1954)
- Тони, Филомене Эспозито с Алессандро Гассманом (1999)

## Озвучивание
- Dhia Cristiani в Il cammino della speranza, Delirio
- Lydia Simoneschi в Siluri umani
- Franca Lumachi в Toni

## Биография
- Le attrici, Gremese Roma 1999